# دون كينان (محامي)
دون كينان (بالإنجليزية: Don Keenan)‏ هو محامي أمريكي، ولد في 1953.